# Der Verrat (Star Trek: Raumschiff Voyager)
Der Verrat (Originaltitel: State of Flux) ist die elfte Episode der ersten Staffel der US-amerikanischen Science-Fiction-Fernsehserie Star Trek: Raumschiff Voyager. Sie wurde in englischer Sprache erstmals am 10. April 1995 auf UPN ausgestrahlt. In Deutschland war sie zum ersten Mal am 23. August 1996 in einer synchronisierten Fassung bei Sat.1 zu sehen.

## Handlung
Im Jahr 2371 bei Sternzeit 48658.2 sucht die Besatzung der Voyager die Oberfläche eines Planeten nach Nahrungsquellen ab. An Bord stellen der Pilot Tom Paris und Sicherheitschef Tuvok fest, dass die Voyager hier nicht alleine ist, sondern dass sich ein getarntes Kazon-Raumschiff ganz in der Nähe aufhält. Captain Kathryn Janeway lässt die Besatzung umgehend hochbeamen, doch die Ingenieurin Seska ist nicht auffindbar. Der erste Offizier Chakotay macht sie schließlich in einer Höhle ausfindig, wo sie Pilze gesammelt hat. Die beiden werden von Kazon überrascht und beschossen, doch es gelingt ihnen, auf die Voyager zurückzukehren, die den Orbit des Planeten sofort verlässt.
Seska besucht Chakotay später in seinem Quartier, um ihm Pilzsuppe zu servieren. Während sie essen, erzählt sie, wie einige Mitglieder aus Chakotays alter Maquis-Mannschaft den Koch Neelix abgelenkt haben, während sie die Pilze aus seinem Vorratslager entwendete. Chakotay missbilligt diese Tat und streicht allen Beteiligten, einschließlich sich selbst, die Replikator-Rationen für zwei Tage.
Die Voyager empfängt einen Notruf von einem weiteren Kazon-Schiff. Ein Außenteam beamt an Bord und findet dort mehrere tote Besatzungsmitglieder, die mi Wänden und Konsolen verschmolzen sind. Ein Bereich auf der Brücke erzeugt nukleonische Strahlung und ist durch ein Kraftfeld abgeschirmt. Ein Überlebender wird auf die Voyager mitgenommen. Er ist nicht ansprechbar und der Doktor stellt fest, dass all seine Zellen verändert wurden. Das Außenteam findet zudem Hinweise, dass die Kazon versucht haben, Föderationstechnologie auf ihrem Schiff einzubauen. Sicherheitschef Tuvok sieht drei Möglichkeiten: Entweder handelt es sich um Technologie, die nur zufällig derjenigen der Föderation ähnelt, ein weiteres Föderationsschiff wurde bereits vor der Voyager in den Delta-Quadranten verschlagen oder jemand von der Voyager hat die Technologie an die Kazon weitergegeben. Die letzte Möglichkeit hält er für die wahrscheinlichste und das macht Janeway große Sorgen.
Der erste Verdacht fällt auf Seska, da sie auf dem Planeten einige Zeit von den Anderen getrennt war und Chakotay sie in der Höhle zusammen mit mehreren Kazon antraf. Im Maschinenraum arbeitet sie mit ihren Kollegen an einem Plan, um die nukleonische Strahlung unschädlich zu machen, damit die gestohlene Technik genauer untersucht werden kann. Chakotay erfindet eine Ausrede, um Seska von dieser Arbeit abzuziehen, aber sie durchschaut ihn sofort und wird wütend, dass man sie verdächtigt. Da der überlebende Kazon ihre Unschuld bezeugen könnte, bittet sie den Doktor, sie umgehend zu informieren, wenn er erwacht. Bei der Suche nach potentiellen Blutspendern für den Kazon fällt der Krankenschwester Kes auf, dass Seska noch keine Blutprobe abgegeben hat. Seska meint, sie wäre aufgrund einer Infektion mit der Orkettschen Krankheit im Kindesalter als Spenderin ungeeignet. Anschließend beamt sie eigenmächtig auf das Kazon-Schiff, um die Computerkonsole mit der gestohlenen Technologie zu untersuchen. Dabei erleidet sie Verbrennungen und muss auf der Voyager behandelt werden.
Janeway und Tuvok befragen Seskas Kollegen Joe Carey, der ebenfalls auf dem Planeten für einige Zeit von den Anderen getrennt war. Letztlich haben sie aber gegen keinen der beiden etwas handfestes vorzuweisen. Kurz darauf trifft die Voyager mit einem weiteren Schiff zusammen, das von Culluh, dem ersten Maje der Kazon-Nistrim kommandiert wird. Janeway macht ihm klar, dass sie die Untersuchung auf dem beschädigten Schiff fortsetzen wird, bis geklärt ist, wie die Besatzung an Föderationstechnologie gelangt ist. Sie gestattet Culluh aber, den Überlebenden auf der Voyager zu besuchen. Doch auf der Krankenstation wird er von Culluhs Begleiter mit einer Giftnadel getötet. Janeway verlangt, dass die beiden umgehend ihr Schiff verlassen. Kes und der Doktor haben unterdessen Seskas Blut analysiert und informieren Janeway über eine erstaunliche Entdeckung: Seska ist gar keine Bajoranerin, sondern eine Cardassianerin. Seska erklärt diesen Befund damit, dass sie wegen der Orkettschen Krankheit eine Knochenmarkspende von einer Cardassianerin erhalten hatte.
Trotz Drohungen von Culluh gelingt es einem Außenteam, die Konsole von dem Kazon-Schiff auf die Voyager zu holen. Chefingenieurin B’Elanna Torres identifiziert sie als einen unzureichend abgeschirmten Nahrungsreplikator. Dieser enthält Komponenten, die auf keinem anderen Föderationsraumschiff als der Voyager verbaut wurden. Die Technologie wurde also definitiv von einem Besatzungsmitglied weitergegeben. Chakotay und Tuvok lassen sowohl Seska als auch Carey wissen, dass die Sicherheitslogbücher der Voyager durchsucht werden. Sie hoffen, dass einer von beiden sich verrät, indem er versucht, seine Spuren zu verwischen. Nach einer Weile werden sie durch einen Alarm informiert, dass sich jemand mit Seskas Zugangscode an den Aufzeichnungen zuschaffen macht. Es scheint zunächst, als wolle Carey den Verdacht auf Seska lenken, doch schließlich wird Seska selbst als die Verräterin überführt. Auf der Krankenstation konfrontiert sie Chakotay nicht nur mit den Sicherheitslogbüchern, sondern auch mit den Erkenntnissen des Doktors. Der konnte nämlich ausschließen, dass sie jemals die Orkettsche Krankheit hatte. Sie ist also definitiv eine Cardassianerin, die das Aussehen einer Bajoranerin angenommen hat. Seska gibt zu, die Replikator-Technologie an die Kazon-Nistrim weitergegeben zu haben. Sie hatte dadurch gehofft, einen mächtigen Verbündeten für die Voyager zu gewinnen. Bevor Seska verhaftet werden kann, beamt sie auf Culluhs Schiff. Da sich weitere Kazon-Schiffe nähern, muss die Voyager sich notgedrungen zurückziehen.

## Verbindungen zu anderen Star-Trek-Produktionen
Seskas Überlaufen zu den Kazon in Der Verrat bildet den Beginn eines Handlungsstrangs, der sich noch über mehrere Folgen der zweiten und dritten Staffel von Star Trek: Raumschiff Voyager erstreckt.
Die Besatzung der Voyager hat in dieser Folge noch keine Kenntnis über weitere Föderationsraumschiffe, die in den Delta-Quadranten verschlagen wurden. In der Doppelfolge 5.26/6.01 (Equinox) aus dem Jahr 1999 trifft die Voyager schließlich auf das Föderationsraumschiff USS Equinox, das einige Zeit vor ihr im Delta-Quadranten gelandet ist.

## Produktion

### Drehbuch
Der Arbeitstitel der Folge lautete Seska.
Paul Robert Coyles Grundidee für diese Folge bestand darin, dass sich ein bajoranisches Besatzungsmitglied von Chakotays Maquis-Mannschaft als cardassianischer Spion entpuppen sollte. Michael Piller mochte die Idee und ließ Coyle sie weiter ausarbeiten. Piller nahm anschließend noch einige Ergänzungen an der Geschichte vor, insbesondere fügte er hinzu, dass Chakotay und Seska früher eine romantische Beziehung hatten. Piller erhielt hierfür aber keine Nennung in den Credits der Folge.

### Darsteller
Anthony De Longis hat hier seinen ersten von fünf Auftritten als Maje Culluh.
Norman Large erhielt für seine Darstellung des Kazon-Captains keine Nennung in den Credits der Folge, obwohl es sich um eine Sprechrolle handelte. Large hatte zuvor bereits Prokonsul Neral in der Doppelfolge 5.07/08 (Wiedervereinigung?) und Maques in Folge 7.07 (Ort der Finsternis) von Raumschiff Enterprise – Das nächste Jahrhundert, sowie Viterian in zwei Folgen von Star Trek: Deep Space Nine gespielt. Er spielte später noch einen Ocampa in Folge 2.10 (Suspiria) von Star Trek: Raumschiff Voyager.

### Drehorte und Kulissen
Die Außenaufnahmen entstanden im Bronson Canyon in Hollywood.

## Rezeption
Keith DeCandido bewertete Der Verrat 2020 auf tor.com als eine gute Folge von Star Trek: Raumschiff Voyager. Er mochte es, dass die Folge mit dem gewohnten Krimi-Klischee bricht, dass der erste Verdächtige niemals der Täter gewesen sein kann, wenn sich am Ende tatsächlich Seska als die Verräterin entpuppt. Er lobte auch die Schauspielleistung von Martha Hackett, die einerseits Seskas Verteidigung gegen ihre Beschuldigung sehr überzeugend spielt und andererseits gekonnt einen abrupten Wechsel im Charakter vom Seska darstellt, sobald sie als Cardassianerin enttarnt ist. Etwas schwach fand DeCandido, dass Janeway zwar mit großen Worten gegenüber Culluh auftritt, ihn dann aber nicht einmal für einen Mord bestrafen kann, der auf ihrem eigenen Schiff geschieht. Etwas unglücklich fand er auch, dass Chakotay hier als Idiot dasteht, der erkennen muss, dass sich auf seinem alten Schiff neben Tuvok noch ein zweiter Verräter befand.